# Березовське родовище золота
Березовське родовище золота — родовище золота, розташоване на Уралі, місто Березовський Свердловська область, РФ.

## Історія
Відкрите у ХУІІІ столітті, розробляється з 1745. З початком освоєння зв'язують зародження золоторудної промисловості в Росії.
Березовський виник в 1748 році як селище при руднику. Свою назву він отримав від річки Березівки — правої притоки річки Пишми.
У цих місцях в 1745 році житель села Шарташ Єрофій Марков відкрив родовище золота. Відкриття дорого обійшлося самому Єрофію Маркову. Пошуки золота на зазначеному Марковим місці спочатку не дали ніяких результатів. Його запідозрили у приховуванні справжнього родовища, довгий час першовідкривач золота провів в ув'язненні.
Однак, через пару років, золото все ж знайшли. Спочатку в 1748 році тут з'явився Шарташський рудник (пізніше його перейменували в Пишминській, а потім у Первісний). У 1752 був відкритий Березовський рудник. А в 1757 році запрацював золотопромивальний завод.

## Характеристика
Рудне поле знаходиться в межах Урало-Тобольського антиклінорію в опущеному блоці, обмеженому субмеридіональними розломами і великими тілами древніх габро та гіпербазитів, герцинськими гранітоїдами. Протяжність дайок — до 20 км, потужність 2-40 м. Золото (проба 800—900) розподілене нерівномірно у вигляді тонкої дисперсної вкрапленості та більш великих скупчень, на верхніх горизонтах іноді у вигляді дрібних самородків.

## Технологія розробки
Родовище розробляється підземним способом. Збагачення руди — флотацією.